# Gregor Koebel
Gregor Koebel (ur. 24 czerwca 1947 w Monachium) – niemiecki prawnik, urzędnik konsularny i dyplomata.

## Życiorys
Uczęszczał do Gimnazjum Witelsbachera (Wittelsbacher-Gymnasium) w Monachium (-1966); studiował prawo (1968-1973).
W 1977 wstąpił do służby zagranicznej RFN pełniąc funkcje m.in. konsula w Konsulacie Generalnym w Rio de Janeiro (1979-1982), zastępcy ambasadora w Mozambiku (1982-1985), radcy w Stałym Przedstawicielstwie przy OECD w Paryżu (1986-1988), ambasadora w Brunei (1988-1990), urzędnika w MSZ w Bonn, konsula generalnego w Szczecinie (1993-1996), urzędnika w MSZ w Bonn i Berlinie (do 2002), urzędnika w ambasadzie w Meksyku (2002-2004), ambasadora w Nikaragui (2004-2008), szefa wydziału kontroli broni konwencjonalnej MSZ (2009-2010), i jednocześnie stałego przedstawiciela Niemiec, w randze ambasadora, przy Organizacji ds. Zakazu Broni Chemicznej w Hadze (2010-2012), po czym przeszedł na emeryturę.